# José Vélez

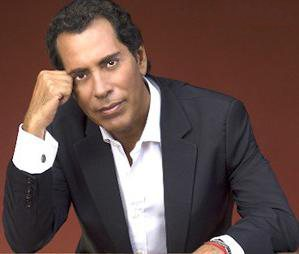
José Velez

José Vélez, właśc. José Velázquez Jiménez (ur. 19 listopada 1951 w Telde, Gran Canaria) – kanaryjski piosenkarz reprezentujący Hiszpanię w Konkursie Piosenki Eurowizji w 1978 r.
W późnych latach 60. nauczyciel muzyki pracujący w Organización Juvenil Española utworzył grupę muzyczną spośród swoich uczniów, wśród których był José Vélez. Kiedy grupa ta o nazwie Maravilla, wkrótce rozpadła się José Vélez rozpoczął karierę solową.
W 1968 uczestniczył w konkursie talentów "Salto a la fama" w Madrycie, na którym został zauważony i rozpoczął karierę w Madrycie.
W 1976 wydał swój pierwszy album " Vino Griego". W 1977 uczestniczył w międzynarodowym festiwalu piosenki Sopot Festival, na którym wykonał piosenkę "Romántica".
W 1978 został wybrany przez hiszpańską telewizję publiczną TVE do reprezentowania Hiszpanii w Konkursie Piosenki Eurowizji w Paryżu. Wykonał tam piosenkę "Bailemos un vals" (Zatańczmy walca), która zajęła 9. miejsce spośród 20 innych biorących udział w konkursie i stała się przebojem w Hiszpanii.
Podczas jednej z wielu swoich tras koncertowych w Ameryce doznał ataku serca.
W 2005 roku obchodził 30 lat kariery piosenkarskiej i z tej okazji odbył tournée po Hiszpanii, Ameryce Łacińskiej i Stanach Zjednoczonych Ameryki, gdzie prezentował swój album “Por ti, 30 años”.
Podczas swojej kariery zdobywał liczne wyróżnienia i prominentne miejsca w konkursach muzycznych.
Największe sukcesy i popularność zdobył w Ameryce Łacińskiej, gdzie zdobył 19 platynowych płyt i 32 złote płyty.
W jego rodzinnym mieście Telde jednej z ulic nadano jego imię.
Po festiwalu w Sopocie piosenka "Romantica" została wydana przez Tonpress na pocztówce dźwiękowej.